# Ami Bera
Amerish Babulai "Ami" Bera, född 2 mars 1965 i Los Angeles i Kalifornien, är en amerikansk demokratisk politiker. Han är ledamot av USA:s representanthus sedan 2013.
Bera avlade 1987 kandidatexamen och 1991 läkarexamen vid University of California, Irvine.
I kongressvalet 2012 utmanade Bera sittande kongressledamoten Dan Lungren i Kaliforniens 7:e distrikt, som till största delen innan dess hade ingått i Kaliforniens 3:e distrikt, och vann.
Bera och hans fru, Janine Bera, har ett barn. De bor i Elk Grove, Kalifornien.